# نیکلای روستوف
نیکلای ایلیچ روستوف (روسی: Николай Ильич Ростов) شخصیتی در رمان جنگ و صلح اثر لئو تولستوی است‌، که در سال ۱۸۶۹ منتشر شد.